# M・カルナーニディ
M・カルナーニディ（மு. கருணாநிதி : M. Karunanidhi、1924年6月3日 - 2018年8月7日）は、タミル人の政治家、文学者。ドラヴィダ運動の長年の指導者かつタミル・ナードゥ州のドラーヴィダ進歩党の党首であり、同州の州首相を非連続ながら合計で5期務めた。

## 人名
M・カルナーニディの「M」は「ムットゥヴェール」の公式表記で、父名。したがって非公式にはカルナーニディ・ムットゥヴェール（கருணாநிதி முத்துவேல் : Karunanidhi Muthuvel）となる。
多くの著作や劇作などがあることから、カライニャル（கலைஞர் ; Kalaignar）「学芸の智者」とも呼ばれる。

## 生涯

### 出自及び学歴
インドのタミル・ナードゥ州ティルヴァールール県ティルックヴァライにて、1924年6月3日に生まれた。
初めは、タミル語映画の脚本家として活動した。歴史劇や神話劇を多く作り、ドラヴィダ人の復権を訴える内容を持たせていた。

### 政治家としての経歴
共産主義運動に短期間関わって政治に初めて触れるも、「ペリヤール」の名で知られるドラヴィダ運動の創始者であるE・V・ラーマサーミの影響を受けてドラヴィダ運動に参加することとなった。後にカルナーニディはドラヴィダ運動に参加しなければ共産主義者になっていたと語っている。その持ち前の演説のうまさと機知により、ドラヴィダ運動の有力な政治家として頭角を現していく。
1944年のドラーヴィダ進歩党の創立に中心的な役割を果たした一人である。1957年にクリッタライ選挙区から初出馬し、以来出馬した10回の選挙戦ではすべて当選を果たしている。
インド政府によるヒンディー語の公用語化案に対しタミル語の起源の古さなどを論じ、政府の施策は押し付けであるとして強硬に反対した。
1961年ドラーヴィダ進歩党の経理部長。1962年から野党代表を務め、1967年に党が政権を得ると、州の公共事業担当相となる。1969年にドラーヴィダ進歩党の党首となり、以後継続してその座にある。同年に州首相となる。
1977年にドラーヴィダ進歩党が野党に転落すると、1983年まで再び野党代表の立場となる。しかし1983年にスリランカのタミル人独立運動との関わりで辞任、選挙には出馬しなかった。
1989年に党が与党となると、再び州首相に就任したが、1991年に辞職。
1996年から2001年には再び州首相を務めるが、2001年の選挙で党が野党となったため州首相を辞職した。
2001年6月30日には、陸橋工事をめぐる詐欺容疑で逮捕されたが、これに反発する支持者たちによる大規模な暴動に繋がった。本人は健康上の理由で釈放された。この他、反ヒンディー語運動の扇動、鉄道駅名の恣意的な変更、物価高騰の責任、スリランカのタミル人独立運動への関与などの罪状で、多くの投獄経験を持つ。
2006年5月の統一地方選挙でドラーヴィダ進歩党が勝利したことから、同党党首であるカルナーニディは再び州首相に就任し、2011年まで務めた。
2018年7月に体調を崩し入院、同年8月7日に94歳で死去。

### 家族
長男にヨシフ・スターリンから名付けたM・K・スターリンがいる。妻が二人いることがインドの法律に反していることや権力の世襲など批判されていたが、カルナーニディの死後に後任の州首相兼党首となった。

### 略年表
- 1924年6月3日：インドのタミル・ナードゥ州ティルヴァールール県ティルックヴァライにて誕生。
- 1944年：ドラヴィダ人協会の創立に参加。
- 1957年：クリッタライ選挙区から初出馬、当選。
- 1961年：ドラーヴィダ進歩党の経理部長（-1969）。
- 1962年：野党院内代表（-1967）。
- 1967年：タミル・ナードゥ州の公共事業担当相（-1969）。
- 1969年：ドラーヴィダ進歩党の党首。タミル・ナードゥ州の首相となり、第一次カルナーニディ内閣を組閣（-1971）。
- 1971年：第二次カルナーニディ内閣を組閣（-1977）。
- 1977年：野党院内代表（-1983）。
- 1983年：スリランカのタミル人独立運動との関わりで辞任。
- 1989年：第三次カルナーニディ内閣を組閣（-1991年）。
- 1996年：第四次カルナーニディ内閣を組閣（-2001年）。
- 2001年6月30日：陸橋工事をめぐる詐欺容疑で逮捕。後に健康上の理由で釈放。
- 2006年5月：第五次カルナーニディ内閣を組閣（-2011年）。
- 2018年8月7日：94歳で死去。

## 家庭・親族
インドの法律では一夫多妻制が禁止されているが、妻は二人いる。子は四男二女がいる。
- 三男：M・K・スターリン

なお、カルナーニディの兄弟の孫息子であるダヤーニディ・マーランも政治家として活動している。

## 映画化
映画イルヴァルが、カルナーニディとM・G・ラーマチャンディランとの政争を描いた映画として知られている。
映画「Thalaivii」（2021）はカルナーニディの政敵ラーマチャンディランの政治的後継者J. ジャヤラリタを描いており、その中でカルナーニディーは批判的に描かれている。

## 関連事項
- タミル・ナードゥ州
- タミル・ナードゥの政治